# Ophiusa tumidilinea
Ophiusa tumidilinea là một loài bướm đêm thuộc họ Erebidae. Nó được tìm thấy ở châu Á, bao gồm Ấn Độ và Thái Lan.